# РК Барселона
РК Барселона (шп. FC Barcelona Handbol) шпански је рукометни клуб из Барселоне. Клуб је основан 1942. године и тренутно се такмичи у АСОБАЛ лиги и ЕХФ Лиги шампиона.

## Историја
Рукометна секција Фудбалског клуба Барселона је основана 29. новембра 1949. током председавања Енрике Пињејроа. У почетку се рукомет играо са једанаест играча у сваком тиму и није имао специјализоване терене за игру. Користила су се фудбалска игралишта све до касних 1950-их, када су почели да играју, као данас, са седам играча у затвореним дворанама.
У раним фазама, такмичењима су доминирали други тимови као што су Атлетико Мадрид и Гранољерс, прекидајући њихову доминацију неколико пута. Ствари су се нагло промениле доласком једног од најбољих рукометних тренера у историји, Валеро Ривере. Са њим, тим је практично постао непобедив у Шпанији и Европи, освојивши рекордна 71 трофеја под његовим вођством, укључујући 5 узастопних титула првака Европе.

## Трофеји

### Међународни
- ЕХФ Лига шампиона (12–рекорд) : 1990/91, 1995/96, 1996/97, 1997/98, 1998/99, 1999/00, 2004/05, 2010/11, 2014/15, 2020/21, 2021/22, 2023/24.
- Куп победника купова (5–рекорд) : 1983/84, 1984/85, 1985/86, 1993/94, 1994/95.
- ЕХФ куп (1) : 2002/03.
- Суперкуп Европе (5–рекорд) : 1996/97, 1997/98, 1998/99, 1999/00, 2003/04.
- Светско клупско првенство (5–рекорд) : 2013, 2014, 2017, 2018, 2019.

### Национални
- АСОБАЛ лига (32–рекорд) : 1968/69, 1972/73, 1979/80, 1981/82, 1985/86, 1987/88, 1988/89, 1989/90, 1990/91, 1991/92, 1995/96, 1996/97,1997/98, 1998/99, 1999/00, 2002/03, 2005/06, 2010/11, 2011/12, 2012/13, 2013/14, 2014/15, 2015/16, 2016/17, 2017/18, 2018/19, 2019/20, 2020/21, 2021/22, 2022/23, 2023/24, 2024/25.
- Куп Шпаније (29–рекорд) : 1968/69, 1971/72, 1972/73, 1982/83,1983/84, 1984/85, 1987/88, 1989/90,1992/93, 1993/94, 1996/97, 1997/98,1999/00, 2003/04, 2006/07, 2008/09, 2009/10, 2013/14, 2014/15, 2015/16, 2016/17, 2017/18, 2018/19, 2019/20, 2020/21, 2021/22, 2022/23, 2023/24, 2024/25.
- Куп АСОБАЛ (20–рекорд) : 1994/95, 1995/96, 1999/00, 2000/01, 2001/02, 2009/10, 2011/12, 2012/13, 2013/14, 2014/15, 2015/16, 2016/17, 2017/18, 2018/19, 2019/20, 2020/21, 2021/22, 2022/23, 2023/24, 2024/25.
- Суперкуп Шпаније (24–рекорд) : 1986/87, 1988/89, 1989/90, 1990/91, 1991/92, 1993/94, 1996/97, 1997/98, 1999/00, 2000/01, 2003/04, 2006/07, 2008/09, 2009/10, 2012/13, 2013/14, 2014/15, 2015/16, 2016/17, 2017/18, 2018/19, 2019/20, 2020/21, 2021/22.
- Првенство Шпаније у великом рукомету (6–рекорд) : 1944/45, 1945/46, 1946/47, 1948/49, 1950/51, 1956/57.

### Регионални
- Првенство Каталоније у великом рукомету (10–рекорд) : 1943/44, 1944/45, 1945/46, 1946/47, 1948/49, 1950/51, 1953/54, 1954/55, 1956/57, 1957/58.
- Првенство Каталоније (12–рекорд) : 1981/82, 1982/83, 1983/84, 1984/85, 1986/87, 1987/88, 1990/91, 1991/92, 1992/93, 1993/94, 1994/95, 1996/97.
- Суперкуп Каталоније (12–рекорд) : 2012, 2014, 2015, 2016, 2017, 2018, 2019, 2020, 2021, 2022, 2023, 2024.
- Пиринејска рукометна лига (12–рекорд) : 1997/98, 1998/99, 1999/00, 2000/01, 2001/02, 2003/04, 2005/06, 2006/07, 2007/08, 2009/10, 2010/11, 2011/12.
- Иберијски суперкуп (3–рекорд) : 2022, 2023, 2024.

## Тренутни састав
Од сезоне 2022/23.
| Голмани (GK) - 01 Гонсало Перез де Варгас - 12 Емил Нилсен Лева крила (LW) - 13 Аитор Арињо - 15 Хампус Ване Десна крила (RW) - 18 Блаж Јанц - 20 Алеш Гомес Пивоти (P) - 33 Артур Парера - 72 Лудовик Фабрегас - 82 Луис Фраде | Леви бек (LB) - 09 Џонатан Карлсбогард - 19 Тимоти Нгесан - 22 Тиагуш дос Сантос - 37 Ханиел Лангаро Средњи бек (CB) - 06 Пол Валера - 25 Лука Циндрић - 35 Домен Макуч Десни бек (RB) - 10 Дика Мем - 66 Мелвин Ричардсон |

## Трансфери договорени за сезону 2023/24. године
| Долазе у Барселону | - Лудовик Фабрегас (P) (у Веспрем) |